# Dubler (powieść Roberta A. Heinleina)
Dubler (tyt. oryg. Double Star) – powieść fantastycznonaukowa amerykańskiego pisarza Roberta A. Heinleina. Powieść otrzymała nagrodę Hugo w 1956.

## Fabuła
Powieść opisuje losy aktora Lawrence’a Smitha, który zostaje wynajęty jako dubler wpływowego polityka Johna Josepha Bonforte’a. Polityk zostaje porwany, a gdy zostaje odbity okazuje się być w bardzo złej formie fizycznej i w końcu umiera. Rola Smitha staje się dożywotnia.